# HD 41248
HD 41248 é uma estrela na constelação de Pictor. Com uma magnitude aparente visual de 8,81, não pode ser vista a olho nu. De acordo com medições de paralaxe, está localizada a aproximadamente 181 anos-luz (55,5 parsecs) da Terra. Sua magnitude absoluta visual é de 5,22.
HD 41248 é uma estrela de classe G da sequência principal com um tipo espectral de G2 V e temperatura efetiva de 5 713 K, o que significa que é muito parecida com o Sol, que tem tipo espectral de G2 V e temperatura efetiva de 5 778 K. HD 41248 possui uma massa de 92% da massa solar, raio de 78% do raio solar e está brilhando com 68% da luminosidade solar. Sua idade estimada é de dois bilhões de anos e sua metalicidade, a abundância de elementos que não são hidrogênio e hélio, é significativamente menor que a solar, com uma abundância de ferro equivalente a 37% da abundância solar.
Em 2013, foi anunciada a descoberta de duas super-Terras orbitando HD 41248, com massas mínimas de 12,3 e 8,6 vezes a massa da Terra e períodos orbitais de 18,357 e 25,648 dias, estando em, ou pelo menos próximas de, uma ressonância orbital 7:5 (o planeta mais próximo completa sete órbitas a cada cinco do mais distante). A descoberta foi feita pelo método da velocidade radial com uso de dados públicos do arquivo do espectrógrafo HARPS. Em 2014 a existência desses planetas foi questionada em um estudo que apresentou evidências que os sinais dos planetas podem ser atribuídos à rotação da estrela. Os descobridores originais dos planetas então reanalisaram os dados de velocidade radial da estrela e concluíram que existem evidências suficientes para apoiar a existência do par de planetas, mas que uma prova conclusiva só virá com instrumentos de observação futuros.
| Planeta | Massa            | Semieixo maior (UA) | Período orbital (dias) | Excentricidade   |
| ------- | ---------------- | ------------------- | ---------------------- | ---------------- |
| b       | 9,8 +4,8 −3,9 M⊕ | 0,166 +0,014 −0,018 | 25,595 +0,057 −0,044   | 0,09 +0,17 −0,09 |
| c       | 7,6 ± 4,0 M⊕     | 0,132 ± 0,014       | 18,361 +0,031 −0,024   | 0,10 +0,18 −0,10 |